# Alfredo Foglino
Alfredo Foglino (1893-1968) était un footballeur et entraîneur uruguayen de football. Il remporte plusieurs éditions de la Copa América.

## Palmarès
- Vainqueur de la Copa América 1916, de la Copa América 1917 et de la Copa América 1920 avec l'équipe d'Uruguay
- Champion d'Uruguay en 1912, 1915, 1916, 1917, 1919, 1920, 1923 et 1924 avec le Club Nacional
- Vainqueur de la Copa Aldao en 1916, 1919 et 1920 avec le Club Nacional
- Vainqueur de la Copa de Honor Cousenier en 1915, 1916 et 1917 avec le Club Nacional
- Vainqueur de la Cup Tie Competition en 1913 et 1915 avec le Club Nacional